# Ion Zlătaru
Ion Zlătaru (n. 17 noiembrie 1927) a fost un boxer român. A concurat la categoria cocoș⁠(d) la Jocurile Olimpice de vară din 1952. La Jocurile Olimpice de vară din 1952, el a trecut în prima rundă de Antoine Martin⁠(d) din Franța, care a fost descalificat, și a pierdut în runda a II-a cu 3–0 în fața lui Helmuth von Gravenitz⁠(d) din Africa de Sud.

## Distincții
- Medalia Muncii (19 noiembrie 1952) pentru rezultatele obținute la Jocurile Olimpice de vară de la Helsinski[4]